# الخضرانیه
الخضرانیه یک منطقهٔ مسکونی در عراق است که در شرقاط واقع شده‌است.